# 아르마죄르
Artmajeur는 2000 년에 설립되어 프랑스 몽펠리에에 본사를 둔 온라인 아트 갤러리로, 예술가들이 원본 그림, 조각, 드로잉, 사진, 인쇄물을 전시하고 판매할 수 있는 플랫폼을 제공한다.

## 역사
Artmajeur는 당시 몽펠리에 대학교 에서 컴퓨터 과학을 전공하던 Samuel Charmetant와 Yann Sarazin에 의해 2000년에 설립되었다. 이 플랫폼은 분기별 아트 매거진 형태로 오프라인 활동을 유지하고 국제 아트페어에 참가한다.
2015년, Artmajeur는 파리의 Place Vendôme에서 3D 시각화 기술을 활용하여 가상 갤러리를 선보였다.
코로나19 봉쇄 기간 동안, Artmajeur는 소셜 미디어를 통해 #ArtistSupportPledge 캠페인을 적극적으로 홍보하였다.
2021년에, Samuel Charmetant는 그의 플랫폼 설립 공로로 프랑스의 Ordre National du Mérite 기사단에 임명되었다.
Artmajeur는 전 세계 200개국에서 활동하는 예술가들의 작품을 소개하며, 중국어와 러시아어를 비롯한 다양한 언어로 서비스를 제공한다.

## 아티스트
이 플랫폼은 아래와 같은 아티스트를 소개한다.
- 셰파트 페어리(복종), 살바도르 달리,[13] 무라카미 타카시,[14] 레지날드 그레이, 데이비드 거스타인, 레오니드 아프레모프,[15] 진 험버트 살볼델리.[16]

## 같이 보기
- 미술시장
- 현대 미술관
- 전자상거래